# Dolichorhinotermes longidens
Dolichorhinotermes longidens es una especie de termita subterránea del género Dolichorhinotermes, de la familia Rhinotermitidae, orden Blattodea. Fue descrita por Snyder en 1924.
Se distribuye por América: Panamá. Fue publicada en Snyder, T.E. (1924b) An extraordinary new Rhinotermes from Panama. Proceedings of the Biological Society of Washington, 37, 83–85.